# أونو كايلس
أونو كيلاس Uuno Kailas  شاعر وكاتب فنلندي (1901 - 1933)

## حياته
حين توفيت والدته وهو صغير، نشأ على يد جدته نشأة دينية صارمة. ثم درس في جامعة هلسنكي.
بدأ حياته الأدبية وهو صحفي عام 1922، ونشر أول أعماله الشعرية عام 1922. ثم خدم في الجيش الفنلندي من عام 1923 إلى 1925. لكن مرض السل قد أنهى حياته الأدبية القصيرة الكثيفة في مدينة نيس الفرنسية، ودُفن في هلسنكي.

## قصيدة من أعماله
الغريب
 كنت غريباً، في كل مكان وطئته قدماي
 وكانوا يرشقونني بنظرات طويلة
 وكنت أبتغي الفرار دوماً
 من المكان الذي أكون فيه
 وحين يمسي لي مأوى
 فهناك أيضاً أغدو غريباً
 ليس لي ثمة أي مكان
 في العالم أرتاح فيه
 ويتلوى في أعماقي
 رجل كنت أجهله.

## روابط خارجية
- أونو كايلس على موقع الموسوعة البريطانية (الإنجليزية)
- أونو كايلس على موقع ميوزك برينز (الإنجليزية)
- أونو كايلس على موقع ديسكوغز (الإنجليزية)